# Gerald Wallace
Gerald Jermaine Wallace (ur. 23 lipca 1982 w Sylacauga) – amerykański koszykarz, grający na pozycji niskiego skrzydłowego.

## Dzieciństwo i college
Wallace uczył się w Childersburg High School w Childersburg, w stanie Alabama. W 2000, jako senior (zawodnik ostatniej klasy liceum) otrzymał nagrody dla najlepszego zawodnika amerykańskich szkół średnich (Naismith Prep Player of the Year, USA TODAY's High School Player of the Year). Został też nagrodzony tytułem najlepszego zawodnika szkół średnich stanu Alabama (Alabama Gatorade Player of the Year, Alabama Mr. Basketball). Zaliczono go także do I składu Parade All-American i USA TODAY's All-USA. Wystąpił w meczu gwiazd amerykańskich szkół średnich - McDonald’s All-American. Wallace uczęszczał do Uniwersytetu Alabama. Jednak nie ukończył nauki, ponieważ po pierwszym roku studiów zgłosił się do draftu.

## Profesjonalna kariera

### Sacramento Kings
Podczas trzech sezonów spędzonych w Sacramento, Wallace nie dostawał wielu minut, jednakże czas który dostawał od trenera wykorzystywał świetnie, przez co dał się poznać jako wszechstronny zawodnik z niespotykanym atletyzmem.
W 2002 roku, Wallace uczestniczył w konkursie wsadów, i zajął ostatecznie drugie miejsce za swoim kolegą z zespołu Jasonem Richardsonem.

### Charlotte Bobcats
W 2004 roku, Wallace został wybrany przez Charlotte Bobcats, podczas expansion draft. Wallace dobrze zaczął sezon notując między innymi 11,1 punktu i 5,5 zbiórki na mecz.
W sezonie 2005-2006, przed kontuzją, notował jeszcze lepsze statystyki, odpowiednio: 14,5 punktu oraz 7 zbiórek na mecz. Dodatkowo znalazł się w TOP10 najlepszych graczy NBA pod względem skuteczności rzutów z gry (54,14%), pod względem bloków (2,2 na mecz) oraz pod względem przechwytów (2,44 na mecz). Odkąd NBA zaczęło zaliczać bloki do protokołu pomeczowego w 1973 roku, tylko dwóch graczy (David Robinson i Hakeem Olajuwon) w historii zdobywało średnio powyżej 2 bloków i 2 przechwytów na mecz w pojedynczym sezonie.
W ciągu dwóch pierwszych sezonów spędzonych w Charlotte Bobcats, Wallace opuścił łącznie 39 meczów.
23 lutego 2008 roku, Wallace podczas meczu z Sacramento Kings doznał wstrząśnienia mózgu po uderzeniu łokciem w twarz przez Mikkiego Moore'a. Było to jego czwarte wstrząśnienie mózgu, od przejścia do Charlotte Bobcats. Niestety tym razem, nie było wiadomo, kiedy zawodnik powróci do czynnej gry. Szczęśliwe Wallace wrócił do gry przed końcem sezonu i poprawił swoje rekordy punktowe w ilości zdobytych asyst i punktów.
Od pozyskania przez Charlotte Bobcats Emeki Okafora, Wallace został kapitanem drużyny. Gerald Wallace jest również jedynym zawodnikiem tej drużyny w historii, który zdobył 30 punktów i 10 zbiórek w dwóch kolejnych meczach.
28 stycznia 2010 Wallace został wytypowany do wzięcia udziału w Meczu Gwiazd NBA 2010, jako pierwszy w historii zawodnik z Charlotte Bobcats.
Wallace wziął także udziału w Konkursie Wsadów 2010 podczas Weekendu Gwiazd. 10 lutego 2010 Gerald Wallace dostał powołanie do Reprezentacji USA, na Mistrzostwa Świata 2010.
5 maja 2010 Wallace został wybrany do NBA All-Defensive Team.

### Portland Trail Blazers
W lutym 2011 brał udział w wymianie w ramach której trafił do Portland Trail Blazers.

### Brooklyn Nets
15 marca 2012 Wallace trafił do New Jersey Nets za Mehmeta Okura, Shawne Williamsa i chroniony wybór w drafcie.

### Boston Celtics
28 czerwca 2013 wziął udział w wymianie między Nets i Boston Celtics, przez którą on, Kris Joseph, MarShon Brooks, Keith Bogans i wybory w pierwszej rundzie draftu 2014 i 2016 trafiły do Celtics, a do Nets przeszli Paul Pierce, Kevin Garnett, Jason Terry i D.J. White.
27 lipca 2015 trafił w wyniku wymiany do klubu Golden State Warriors. Kilka dni później, 31 lipca w wyniku kolejnej wymiany zasilił szeregi Philadelphia 76ers.
W 2002 wystąpił w filmie Magiczne buty.

## Osiągnięcia
Na podstawie, o ile nie zaznaczono inaczej.
NCAA
- Zaliczony do I składu najlepszych pierwszorocznych zawodników konferencji Southern (SEC - 2001)

NBA
- Uczestnik:
  - meczu gwiazd NBA (2010)
  - konkursu wsadów NBA (2002, 2010)
- Zaliczony do I składu NBA defensywnego (2010)[8]
- Lider sezonu regularnego NBA w przechwytach (2006)
- Zawodnik tygodnia NBA (28.11.2005, 25.03.2007, 8.04.2007, 20.01.2008, 30.11.2009)

## Rekordy
- Punkty: 42 vs. New York Knicks - 31 stycznia 2007
- Celne rzuty z gry: 17 vs. Atlanta Hawks - 28 marca 2006
- Celne rzuty za 3: 5 vs. New York Knicks - 23 listopada 2005
- Zbiórki: 20 vs. Memphis Grizzlies - 10 marca 2007
- Asysty: 9 – dwukrotnie
- Przechwyty: 8 vs. Milwaukee Bucks - 13 stycznia 2006
- Bloki: 6 – dwukrotnie
- Minuty na boisku: 53 vs. Houston Rockets - 10 stycznia 2006